# Телефонні коди Азербайджану
Номери телефонів в Азербайджані відповідають рекомендаціям E.164 Міжнародного союзу електрозв’язку щодо плану нумерації . 
Для дзвінків у Азербайджан абонент з-за його меж має набирати префікс виходу на міжнародну телефонну мережу країни походження (наприклад, 00 для України), потім набрати код країни 994, далі двозначний код міста, а потім семизначний місцевий номер. 
Наприклад, щоб зателефонувати до посольства України в Баку, абонент в Україні набирає 00 994 12 449 40 95, а абонент зі США -  011 994 12 449 40 95 (код міста Баку - 12). 
Для дзвінків всередині Азербайджану, але поза кодом зони абонента, абонент не має набирати міжнародний номер доступу або код країни, а набирати префікс міжміського зв'язку (8), потім код міста, слідом номер телефону. Так, наприклад, щоб зателефонувати в українське посольство в Баку з Гянджі, абонент набирає 8 12 449 40 95. 
Для місцевого виклику (тобто дзвінка в Азербайджані в межах коду зони абонента) потрібно просто набрати місцевий номер: 449 40 95.

## Телефонні коди Азербайджану
1 серпня 2011 року Азербайджан реорганізував свій національний план телефонних кодів. Лише коди районів Баку, Сумгаїту і Нахічеванської автономної республіки (коди територій 12, 18 і 36) залишилися незмінними. У наступних таблицях перелічено старі та нові коди територій. 
Баку
| Місцевість | Старий код міста | Новий код міста |
| ---------- | ---------------- | --------------- |
| Баку       | 12               | 12              |

Сумгаїт
| Місцевість | Старий код міста | Новий код міста |
| ---------- | ---------------- | --------------- |
| Сумгаїт    | 18               | 18              |

Бакинський регіон
| Місцевість           | Старий код міста | Новий код міста |
| -------------------- | ---------------- | --------------- |
| Агдаський район      | 193              | 20              |
| Агсуський район      | 198              | 20              |
| Бардинський район    | 110              | 20              |
| Ґобустанський район  | 150              | 20              |
| Гейчайський район    | 167              | 20              |
| Ісмаїллинський район | 178              | 20              |
| Кюрдамирський район  | 145              | 20              |
| Шамахинський район   | 176              | 20              |
| Уджарський район     | 170              | 20              |
| Зардобський район    | 135              | 20              |

Ширванський регіон
| Місцевість            | Старий код міста | Новий код міста |
| --------------------- | ---------------- | --------------- |
| Агджабединський район | 113              | 21              |
| Бейлаґанський район   | 152              | 21              |
| Аджикабульский район  | 140              | 21              |
| Імішлінський район    | 154              | 21              |
| Нефтечалинський район | 153              | 21              |
| Саатлинський район    | 168              | 21              |
| Сабірабадський район  | 143              | 21              |
| Сальянський район     | 163              | 21              |
| Ширван                | 197              | 21              |

Регіон Гянджі
| Місцевість          | Старий код міста | Новий код міста |
| ------------------- | ---------------- | --------------- |
| Агстафинський район | 244              | 22              |
| Дашкесанський район | 216              | 22              |
| Кедабекський район  | 232              | 22              |
| Гянджа              | 22               | 22              |
| Геранбойський район | 234              | 22              |
| Гейгельський район  | 230              | 22              |
| Нафталан            | 225              | 22              |
| Ґазаський район     | 279              | 22              |
| Самухський район    | 265              | 22              |
| Шамкірський район   | 241              | 22              |
| Тертерський район   | 246              | 22              |
| Товузький район     | 231              | 22              |
| Євлахський район    | 166              | 22              |

Регіон Ґуби
| Місцевість        | Старий код міста | Новий код міста |
| ----------------- | ---------------- | --------------- |
| Хачмазький район  | 172              | 23              |
| Хизинський район  | 199              | 23              |
| Ґубинський район  | 169              | 23              |
| Ґусарський район  | 138              | 23              |
| Шабранський район | 115              | 23              |
| Сіазанський район | 190              | 23              |

Регіон Шекі
| Місцевість          | Старий код міста | Новий код міста |
| ------------------- | ---------------- | --------------- |
| Балакенський район  | 119              | 24              |
| Мінгечаур           | 147              | 24              |
| Огузький район      | 111              | 24              |
| Габалинський район  | 160              | 24              |
| Ґахський район      | 144              | 24              |
| Шекінський район    | 177              | 24              |
| Заґатальський район | 174              | 24              |

Ленкоранський регіон
| Місцевість            | Старий код міста | Новий код міста |
| --------------------- | ---------------- | --------------- |
| Астаринський район    | 195              | 25              |
| Білясуварський район  | 159              | 25              |
| Джалілабадський район | 114              | 25              |
| Ленкоранський район   | 171              | 25              |
| Лерікський район      | 157              | 25              |
| Масаллинський район   | 151              | 25              |
| Ярдимлинський район   | 175              | 25              |

Регіон Шуші
| Місцевість            | Старий код міста | Новий код міста |
| --------------------- | ---------------- | --------------- |
| Агдамський район      | 192              | 26              |
| Фізулинський район    | 141              | 26              |
| Джебраїльський район  | 118              | 26              |
| Кельбаджарський район | 266              | 26              |
| Ханкенді              | 162              | 26              |
| Ходжалинський район   | 102              | 26              |
| Ходжавендський район  | 149              | 26              |
| Лачинський район      | 146              | 26              |
| Кубатлинський район   | 133              | 26              |
| Шушинський район      | 191              | 26              |
| Зангеланський район   | 196              | 26              |

Нахічеванська Автономна Республіка
| Місцевість           | Старий код міста | Новий код міста |
| -------------------- | ---------------- | --------------- |
| Бабецький район      | 36               | 36              |
| Джульфинський район  | 36               | 36              |
| Кенгерлінський район | 36               | 36              |
| Нахічевань (місто)   | 36               | 36              |
| Ордубадський район   | 36               | 36              |
| Садарацький район    | 36               | 36              |
| Шагбузький район     | 36               | 36              |
| Шарурський район     | 36               | 36              |